# Ambroise-François de Bournonville

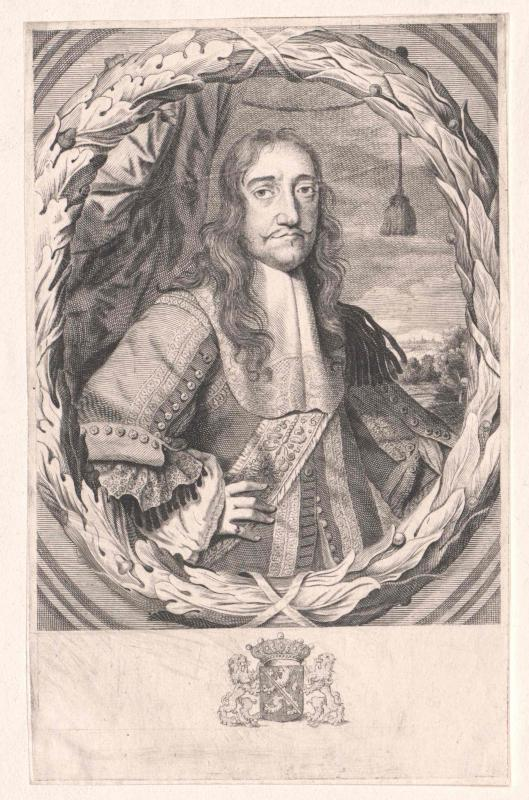
Ambroise-François de Bournonville

Ambroise-François de Bournonville (* um 1620; † 12. Dezember 1693) war ein französischer Adliger und Militär; er war der 3. Herzog von Bournonville, Pair de France und Gouverneur von Paris.

## Leben
Ambroise-François de Bournonville war der dritte Sohn von Alexandre I. de Bournonville, Herzog von Bournonville, und Anne de Melun. Er war Seigneur de Fampoux et de Rœux im Artois, Seigneur de La Motte-Tilly etc.
Im Gegensatz zu seinem älteren Bruder Alexandre II. de Bournonville, der in kaiserlichen und spanischen Diensten stand, trat Ambroise-François de Bournonville in den Dienst des Königs von Frankreich. Als Kavalleriekapitän kämpfte er im Piemont, am 26. Mai 1642 in der Schlacht bei Honnecourt. Er wurde zum Maréchal de bataille, Oberst der Infanterie und Maréchal de camp befördert.
König Ludwig XIV. machte im September 1652 das Herzogtum Bournonville zu seinen Gunsten zur Pairie, was jedoch nie formell registriert wurde. Bei der Krönung des Königs am 7. Juni 1654 vertrat er den Grafen von Champagne. 1657 wurde er zum Gouverneur von Paris ernannt, 1660 wurde ihm das Amt des Chevalier d‘honneur der Königin Maria Teresa von Spanien (1638–1683) übertragen. Der Tod des Kardinals Mazarin und der Sturz Fouquets (1661) zwangen ihn 1662 zum Rücktritt von seinen Ämtern und zum Verlassen des Hofes.
Ambroise-François de Bournonville trat in den geistlichen Stand und ließ sich nach dem Tod seiner Ehefrau (22. Januar 1678) zum Priester weihen. Er starb am 12. Dezember 1693 auf seinem Schloss La Motte-Tilly bei und wurde in der Prieuré des Filles de Saint-Benôit im nahe gelegenen Nogent-sur-Seine bestattet.

## Ehe und Nachkommen
Ambroise-François de Bournonville heiratete am 29. April 1655 Lucrèce-Françoise de La Vieuville, Tochter und Erbin von Charles I. de La Vieuville, 1. Herzog von La Vieuville, und Marie Bouhier de Beaumarchais. Ihr einziges Kind ist Marie Françoise de Bournonville (* August 1656, † 16. Juli 1748 in Paris), Dame du Palais der Königin Maria Teresa, die am 13. August 1671 Anne-Jules de Noailles (1650–1708), Comte d’Ayen und 1678 2. Duc de Noailles, Pair de France, Marschall von Frankreich, Gouverneur von Roussillon, Vizekönig von Katalonien etc., heiratete.